# L104/L20
L 104 var den svenska underhållsbataljon under United Nations Interim Force In Lebanon (UNIFIL) med generallöjtnant Lars-Erik Wahlgren som force commander (högste befälhavare) som verkade under våren till hösten 1990. Bataljonen leddes av bataljonschefen Hans Barringer och bestod av bataljonsstab, förrådskompani, ingenjörskompani, militärpolis MP-Coy, sjukhuskompani, stabs- och trosskompani, transportkompani och UNIFIL HQ som var högkvarteret. Organisationen var militärt hierarkisk med kompanier, plutoner, grupper och så vidare. Totalt ingick knappt 700 personer i bataljonen enligt sammanställning i minnesboken. I sjukhuskompaniet var cirka hälften kvinnor framför allt som vårdpersonal medan övriga kompanier hade lägre kvinnlig andel och som hade framför allt administrativa uppgifter.
Det har publicerats två böcker om bataljonen, dels "Minnesbok L 104" och dels "God morgon Camp Carl Gustaf". Därtill finns en tidningsintervju med författaren till den senare boken inför dess utgivning. Minnesboken är en harmlöst utslätad okontroversiell bildbok med inflikade textstycken, som minnesböcker ofta är. Den andra boken är skriven med utgång från författaren Juhlin Alftbergs egna erfarenheter i bataljonen och efter att han hade gjort kompletterande genomgång av handlingar på Krigsarkivet. Både boken och intervjun är rasande hårda vidräkningar om dålig disciplin, fylleri, stölder, bedrägerier och mängder av andra oegentligheter samt därtill två självmord. Juhlin Alfterberg anger exempelvis att 250 anmälningar av olika art skall ha skett och att 40 personer avslutade sin tjänst i förtid. Enligt författaren var orsaken i grunden mycket dåligt ledarskap. 